# Rejon kupiński
Rejon kupiński (ros Купинский район) – rejon będący jednostką podziału administracyjnego rosyjskiego obwodu nowosybirskiego.

## Historia
Historia dzisiejszego rejonu kupińskiego zaczyna się stosunkowo późno, bo dopiero pod koniec XIX wieku, a samo Kupino - regionalne centrum tych ziem - zostaje założone w 1886 roku. Pierwsze osady powstawać zaczęły w latach sześćdziesiątych XIX wieku, a ludność napływała tu głównie z okolic Kurska, Orła i Smoleńska. Wielki napływ ludności zaczyna się w czasie reform Piotra Stołypina, gdy na tym terenie powstaje, w latach 1907-1911, ponad 60 nowych wiosek. W 1911 utworzona zostaje wołost, która bardzo szybko przechodzi etap dynamicznego wzrostu, tak że po kilku latach jest jedną z lepiej rozwiniętych obszarów w tomskiej guberni. Ludność zajmuje się głównie rolnictwem oraz hodowlą zwierząt. Działało tu kilkanaście szkół, a od 1914 roku także urząd pocztowy. Rozbudowywano także sieć kolejową, a pierwszy pociąg pojawił się tu w 1915 roku.
Dynamiczny rozwój został przerwany przez wybuch I wojny światowej, a następnie rosyjską wojnę domową, podczas którą tereny te podlegały rządowi admirała Aleksandra Kołczaka. Na ziemiach tych działała partyzantka bolszewicka i ostatecznie przeszły one pod władzę bolszewików. W 1925 roku władze sowieckie tworzą tu rejon kupiński. Wkrótce przejdzie on przez stalinowski program forsownej kolektywizacji. W 1930 roku otwarta zostaje stacja naprawy traktorów, w 1932 roku stacja napraw pociągów, a w 1936 zakład przetwarzający mięso. Od 1937 roku znajduje się w granicach obwodu nowosybirskiego. Po ataku III Rzeszy nad Związek Radziecki rejon dostarczył sowieckiej gospodarce: 7 milionów ton zbóż, 288 tysięcy ton mięs, 1,266 tysięcy ton mleka oraz wyroby z wełny. W czasie wojny i po jej zakończeniu, na bazie ewakuowanych z zachodu przedsiębiorstw, inwestowano w przemysł i powstawały nowe zakłady, m.in. przetwórstwa ryb czy fabryka elementów maszynowych. Po wojnie powstaje m.in. zakład przetwórstwa mleka, wylęgarnia drobiu oraz szwalnie. Inwestowano także w rozwój sieci szkolnej, placówek kulturalnych, a także sportowych. Po rozpadzie Związku Radzieckiego rejon przechodził proces transformacji ekonomicznej, a także rozpoczął rozwój bazy turystycznej i odbudowy zniszczonych przez władzę sowiecką obiektów sakralnych.

## Charakterystyka
Rejon kupiński położony jest w południowo-zachodniej części obwodu nowosybirskiego, w odległości około 400 kilometrów od jego stolicy, Nowosybirska. Położony jest na płaskim terenie stepu kułundyjskiego, a od południa graniczy z Kazachstanem. Rejon bogaty jest w jeziora o obfitości ryb różnych gatunków, a także w tereny uprawne, co sprawia, że rolnictwo i hodowla są podstawą miejscowej gospodarki. Ziemie przeznaczone pod rolnictwo na początku lat osiemdziesiątych zajmowały ponad 200 tysięcy hektarów. W 2010 roku liczba ta wyniosła 381 tysięcy hektarów. Rolnictwo stanowi 37% ogółu dochodu wytwarzanego na terenie rejonu. Ważnym elementem składowym kupińskiej gospodarki jest także produkcja mleka, a także hodowla bydła i produkcja mięsa. W 2010 roku wyprodukowano tu 19 286 ton mleka i 1981 ton mięsa. Przemysł w rejonie związany jest głównie z przetwórstwem żywności, a w 2010 roku przedsiębiorstwa tego typu w rejonie wytworzyły produkty o łącznej wartości 889 milionów rubli. Mieszkańcy mają do dyspozycji komunikację rejonową, złożoną z autobusów, której długość linii wynosi 811 kilometrów.
Według danych z 2010 roku na terenie rejonu kupińskiego znajdują się 40 publiczne szkoły różnego szczebla oraz 23 oddziały przedszkolne. Opiekę zdrowotną zapewnia ponad 50 placówek medycznych, w tym m.in. szpital rejonowy, 3 szpitale wiejskie i specjalistyczna klinika. Funkcjonuje tu także 15 placówek kulturalnych, dom kultury, dziecięce centrum artystyczne, muzeum rejonowe oraz 3 biblioteki. W skład rejonu wchodzi jedno osiedle typu miejskiego i 15 osiedli typu wiejskiego.

## Demografia

### Wiadomości ogólne
Według danych federalnych liczba ludności w 2010 na terenie obwodu kupińskiego wyniosła 33 964 ludzi. Zauważalny jest nieustanny spadek tej liczby, z uwagi na niski przyrost naturalny oraz emigrację ludności do wielkich miast. W 1998 roku mieszkało tu jeszcze 41 500 ludzi. Dane z 2011 roku wskazują na delikatną poprawę w stosunku do wcześniejszego roku, gdyż populacja wzrosnąć miała do 34 200 ludzi. Z tego 20 200 stanowi grupę w wieku produkcyjnym. Bezrobocie ma wynosić 1,15%. Średnia miesięczna pensja w 2011 roku stanowiła kwotę 8986 rubli, co jest zauważalnym wzrostem, bo jeszcze w 2006 roku statystyki wskazywały, że przeciętne wynagrodzenie wynosi 4377 rubli.

### Liczba ludności w ostatnich latach
| Rok  | Liczba ludności |
| ---- | --------------- |
| 1998 | 41 500          |
| 2006 | 35 188          |
| 2007 | 34 730          |
| 2008 | 34 472          |
| 2009 | 34 431          |
| 2010 | 34 176          |
| 2011 | 34 200          |